# Peckleton
Peckleton är en by i civil parish Kirkby Mallory, Peckleton & Stapleton, i distriktet Hinckley and Bosworth, i grevskapet Leicestershire, i England. Byn är belägen 12 km från Leicester. Civil parish hade 283 invånare år 1931. Byn nämndes i Domedagsboken (Domesday Book) år 1086, och kallades då Pechintone.